# Brudna prawda
Brudna prawda – trzeci album studyjny polskiego wokalisty Mesajah. Wydawnictwo ukazało się 7 czerwca 2013 roku nakładem wytwórni płytowych Urban Rec oraz Lou Rocked Boys. Nagrania zrealizowano w Popular Station Studio. Gościnnie na płycie wystąpili m.in. AbradAb, Tallib, czy Grizzlee. W ramach promocji do utworów „Ten kraj”, „Babilon”, „Stand Firm” i „Lepsza połowa” nakręcono teledyski.
Nagrania dotarły do 14. miejsca zestawienia OLiS.

## Lista utworów
Opracowano na podstawie materiału źródłowego.
1. „Ostateczny sąd” – 2:12
2. „Brudna prawda” – 3:20
3. „Ludzie roboty” (gościnnie: AbradAb) – 3:28
4. „Babilon” – 3:16
5. „Nie zabije nas czas” (gościnnie: Yanaz, PaXon) – 4:04
6. „Brudny styl” – 3:22
7. „Rise Up” (gościnnie: OneManArmy) – 3:28
8. „Wszystko co mam” – 3:07
9. „Sensi” (gościnnie: Tallib) – 4:07
10. „Beautiful morning” (gościnnie: Blackout JA) – 3:16
11. „Ten kraj” (gościnnie: Grizzlee) – 4:20
12. „Lepsza połowa” – 3:12
13. „Stand Firm” – 2:01